# Guidan Roumdji (Departement)
Guidan Roumdji ist ein Departement in der Region Maradi in Niger.

## Geographie

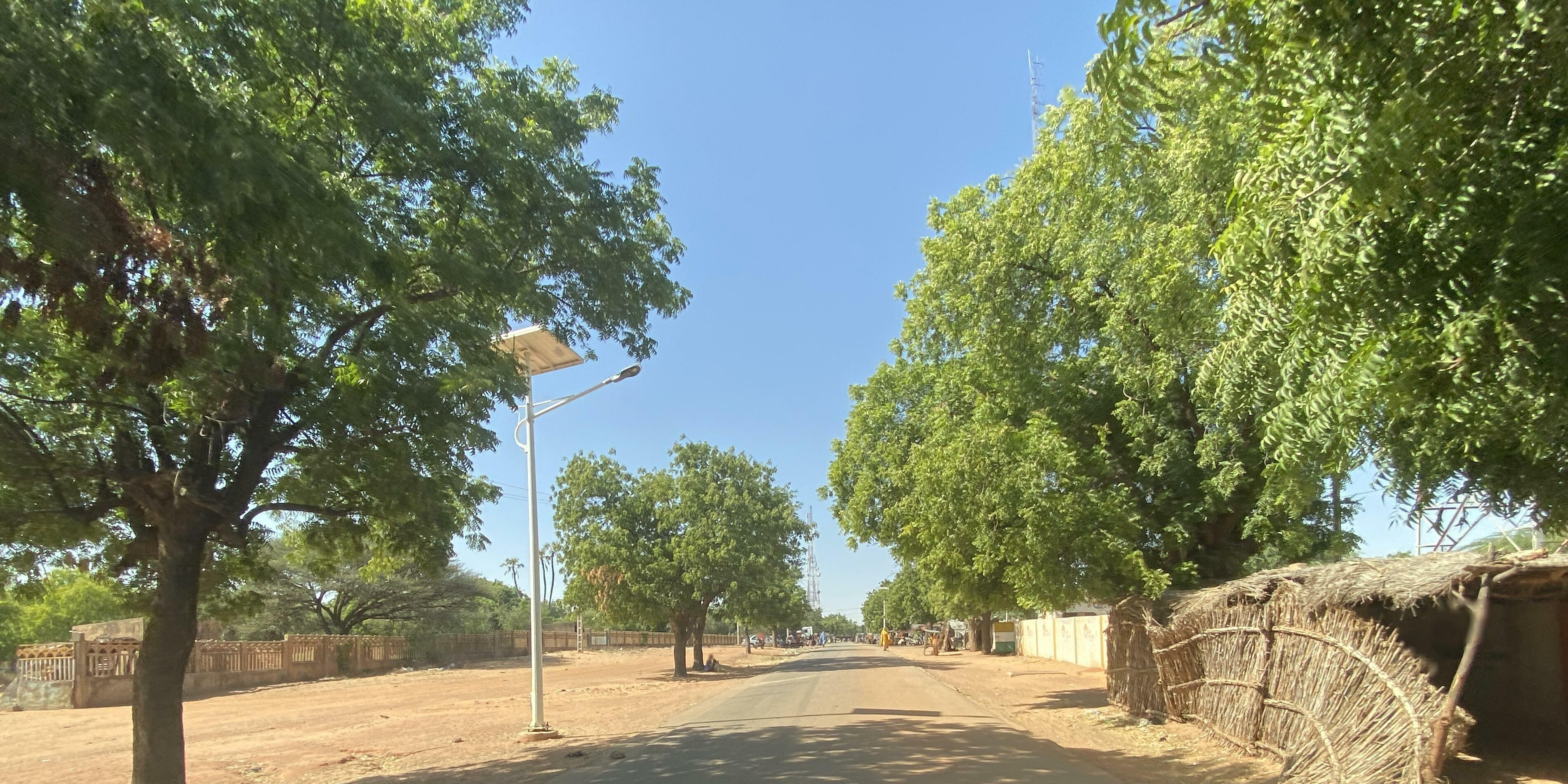
Eine Straße in der Departementshauptstadt Guidan Roumdji (2022)

Das Departement liegt im Süden des Landes und grenzt an Nigeria. Es besteht aus der Stadtgemeinde Guidan Roumdji und den Landgemeinden Chadakori, Guidan Sori, Saé Saboua und Tibiri. Der namensgebende Hauptort des Departements ist Guidan Roumdji.

## Geschichte
Das Gebiet des Departements gehörte ursprünglich zum Arrondissement Maradi, das am 17. Februar 1972 aufgelöst und sein Gebiet auf die neuen Arrondissements Guidan Roumdji und Madarounfa aufgeteilt wurde. Im Jahr 1998 wurden die bisherigen Arrondissements Nigers in Departements umgewandelt, an deren Spitze jeweils ein vom Ministerrat ernannter Präfekt steht. Die Gliederung des Departements in Gemeinden besteht seit dem Jahr 2002. Zuvor bestand es aus dem städtischen Zentrum Guidan Roumdji und den Kantonen Guidan Roumdji, Chadakori, Sayé Saboua, Guidan-Sori und Tibiri.

## Bevölkerung
Das Departement Guidan Roumdji hat gemäß der Volkszählung 2012 523.717 Einwohner. Bei der Volkszählung 2001 waren es 348.321 Einwohner, bei der Volkszählung 1988 210.417 Einwohner und bei der Volkszählung 1977 140.276 Einwohner.

## Verwaltung
An der Spitze des Departements steht ein Präfekt (französisch: préfet), der vom Ministerrat auf Vorschlag des Innenministers ernannt wird.
| Amtszeit                     | Name                                                                  |
| ---------------------------- | --------------------------------------------------------------------- |
| …                            |                                                                       |
| 15. Apr. 2010 – 3. Jun. 2011 | Mamoudou Harouna Sidikou                                              |
| 3. Jun. 2011 – 4. Dez. 2013  | Amadou Hamidou (alias Amadou Amidou, Amadou Hamadou, Hamadou Hamidou) |
| 4. Dez. 2013 – 9. Okt. 2018  | Sahabi Assoumane                                                      |
| 9. Okt. 2018 – 8. Nov. 2021  | Saley Djigo                                                           |
| 8. Nov. 2021 – 24. Aug. 2023 | Issa Sakola                                                           |
| seit 24. Aug. 2023           | Tshahirou Ali                                                         |